# Dagmar Hase
Dagmar Hase (* 22. Dezember 1969 in Quedlinburg) ist eine ehemalige deutsche Schwimmerin und Olympiasiegerin.

## Werdegang

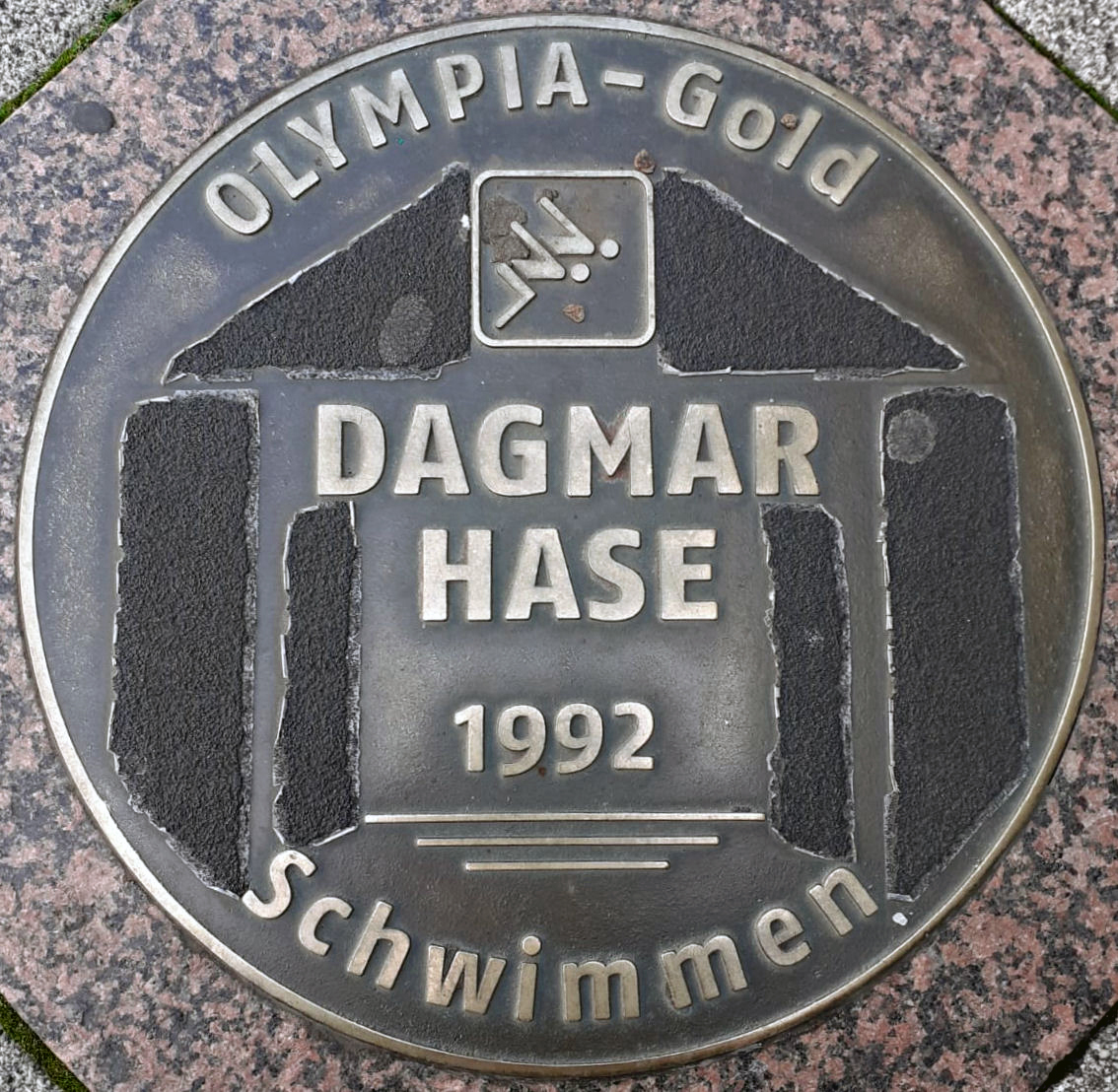
Sports Walk of Fame in Magdeburg

Bei den Olympischen Sommerspielen 1992 in Barcelona konnte Dagmar Hase über 400 Meter Freistil die Titelverteidigerin und Top-Favoritin Janet Evans aus den USA schlagen.
Bei den Olympischen Sommerspielen 1996 in Atlanta belegte Hase über die gleiche Strecke den zweiten Rang. Zwei weitere Silbermedaillen gewann Hase über 800 Meter Freistil und mit der 4-mal-200-Meter-Freistilstaffel. Zudem gewann sie über 200 Meter Freistil eine Bronzemedaille.
Die gemessen an ihren olympischen Medaillen weitaus erfolgreichere, aber in ihrer Bekanntheit hinter Schwimmerinnen wie Franziska van Almsick oder Sandra Völker zurückstehende Hase erregte erst durch ein Fernsehinterview im Anschluss an ihren Olympiasieg in Barcelona größeres Aufsehen, in welchem sie die unfaire Behandlung ihrer Schwimmkollegin und Freundin Astrid Strauß durch deutsche Sportfunktionäre anprangerte.
1994 sorgte Dagmar Hase erneut für Schlagzeilen, als sie bei den Schwimmweltmeisterschaften in Rom ihren Startplatz über die 200-Meter-Freistil-Strecke an ihre Team-Kameradin Franziska van Almsick abtrat. Die Berlinerin, als deutsche Goldmedaillenhoffnung über diese Strecke gestartet, hatte mit der neuntbesten Zeit, einen Platz hinter Hase, das Finale verpasst. So konnte van Almsick aber doch noch starten und gewann die Goldmedaille mit neuer Weltrekordzeit. Hase wurde hingegen zur tragischen Figur, als sie über die 400 Meter Freistil ebenfalls einen neunten Platz belegte. Die auf dem achten Platz qualifizierte Teamkollegin Jana Henke verzichtete nicht zugunsten der Olympiasiegerin Hase, nahm ihr Startrecht selbst wahr und wurde Sechste. Anfänglich wurde berichtet, dass Hase als Anerkennung für ihre selbstlose Haltung vom Sponsor des Deutschen Schwimm-Verbandes eine Urlaubsreise geschenkt bekommen hatte. 25 Jahre später bestritt sie dies und gab an, lediglich einen Blumenstrauß erhalten zu haben.

### DDR-Doping
Ebenso wie bei vielen anderen ehemaligen DDR-Spitzenschwimmerinnen, beispielsweise Kristin Otto, Heike Friedrich, Sylvia Gerasch oder Daniela Hunger, wurde auch bei Dagmar Hase im Zusammenhang mit dem 1998 stattfindenden Dopingprozess gegen die ehemaligen DDR-Trainer Dieter Lindemann und Volker Frischke mit dem Vorwurf des systematischen Dopings zwischen 1982 und 1988, der Vorwurf der Einnahme illegaler leistungssteigernder Substanzen und der damit unrechtmäßig erreichten Erfolge laut.
Ganz konkret wurde nach der Wiedervereinigung bekannt, dass neben Kristin Otto, Heike Friedrich und Daniela Hunger auch Hase bei den Schwimmeuropameisterschaften 1989 in Bonn illegale leistungssteigernde Substanzen genommen hat. Der Testosterongehalt der Frauen entsprach dem eines normalen Mannes und lag damit weit über dem normalen weiblichen Wert. Dagmar Hase wies diese Vorwürfe zurück.

### Rücktritt
Dagmar Hase trat 1998 vom aktiven Schwimmsport zurück. Nach ihrem Karriereende wurde sie Nachwuchstrainerin beim SC Magdeburg, für den sie früher startete. Im September 2021 wechselte sie als Nachwuchstrainerin zur SSG Leipzig.

## Auszeichnungen
- 1992 Bambi[10]
- 1992 Silbernes Lorbeerblatt[10]
- Im Jahr 1993 wurde Dagmar Hase als Magdeburgerin des Jahres ausgezeichnet.
- 1998 erhielt Hase einen Preis für Toleranz und Fairplay.[11]
- Nach ihr wurde eine Fuchsie benannt.[12]